# Нил, Дэн (футболист)
Дэ́ниел Нил (англ. Daniel Neil; родился 13 декабря 2001) — английский футболист, полузащитник и капитан клуба «Сандерленд».

## Клубная карьера
Уроженец Саут-Шилдс (графство Тайн-энд-Уир), Нил начал футбольную карьеру в академии «Хебберн Таун». В 2010 году присоединился к академии «Сандерленда».
13 ноября 2018 года дебютировал в основном составе «Сандерленда», выйдя на замену в матче Трофея Английской футбольной лиги против «Моркама». 11 сентября 2021 года забил свой первый гол за «чёрных котов» в матче против клуба «Аккрингтон Стэнли». по итогам декабря 2021 года был признан лучшим молодым игроком месяца в Английской футбольной лиге.
В начале 2025 года был назначен капитаном «Сандерленда». В сезоне 2024/25 помог «чёрным котам» занять четвёртое место в Чемпионшипе и выйти в плей-офф, в котором «Сандерленд» одержал победу, обеспечив себе выход в Премьер-лигу.

## Карьера в сборной
В ноябре 2021 года дебютировал за сборную Англии до 20 лет в матче против сверстников из Португалии.

## Достижения
«Сандерленд»
- Победитель Трофея Английской футбольной лиги: 2020/21[8]
- Победитель плей-офф Чемпионшипа Английской футбольной лиги: 2025[9]

Личные достижения
- Молодой игрок месяца в Английской футбольной лиге: декабрь 2021[4]